# Football League Cup 1965-1966
La Football League Cup 1965-1966 è stata la 6ª edizione del terzo torneo calcistico più importante del calcio inglese. La manifestazione, ebbe inizio il 1 settembre 1965 e si concluse il 23 marzo 1966.
Il trofeo fu vinto dal West Bromwich Albion, che nella doppia finale ebbe la meglio sul West Ham United con il punteggio complessivo di 5-3.

## Formula
La Football League Cup era riservata alle 92 squadre della Football League. Il torneo era composto da scontri ad eliminazione diretta fino ai quarti di finale, le semifinali e la finale prevedevano invece due match, dove la squadra con il miglior risultato combinato accedeva all'atto conclusivo. Se uno scontro terminava in parità, la sfida veniva ripetuta a campi invertiti fino a quando una delle due contendenti non otteneva la vittoria, mentre in finale, se l'aggregato delle due gare risultava pari, si rigiocava in campo neutro finché non c'era una vincitrice. In caso di pareggio, anche nel replay, si faceva ricorso ai tempi supplementari.
|                              | Squadre che entrano in questo turno                                                                    | Squadre qualificate dal turno precedente    |
| ---------------------------- | --- | ------------------------------------------- |
| Primo turno (38 squadre)     | - 24 squadre dalla Fourth Division - 14 squadre dalla Third Division                                   |                                             |
| Secondo turno (64 squadre)   | - 14 squadre dalla First Division - 21 squadre dalla Second Division - 10 squadre dalla Third Division | - 19 squadre vincitrici del primo turno     |
| Terzo turno (32 squadre)     | | - 32 squadre vincitrici del secondo turno   |
| Quarto turno (16 squadre)    | | - 16 squadre vincitrici del terzo turno     |
| Quarti di finale (8 squadre) | | - 8 squadre vincitrici del quarto turno     |
| Semifinali (4 squadre)       | | - 4 squadre vincitrici dei quarti di finale |
| Finale (2 squadre)           | | - 2 squadre vincitrici delle semifinali     |

## Primo turno
| Squadra 1        | Risultato | Squadra 2     |
| ---------------- | --------- | ------------- |
| 1 settembre 1965 |           |               |
| Barrow           | 1 - 1     | Rochdale      |
| Bournemouth      | 0 - 0     | Aldershot     |
| Bradford PA      | 1 - 0     | Halifax Town  |
| Colchester Utd   | 2 - 1     | Exeter City   |
| Crewe Alexandra  | 2 - 0     | Southport     |
| Doncaster        | 2 - 2     | Barnsley      |
| Hartlepool Utd   | 1 - 0     | Bradford City |
| Luton Town       | 1 - 1     | Brighton      |
| Lincoln City     | 2 - 2     | York City     |
| Newport County   | 2 - 2     | Southend Utd  |
| Notts County     | 0 - 0     | Chesterfield  |
| Oldham Athletic  | 3 - 2     | Tranmere      |
| Oxford Utd       | 0 - 1     | Millwall      |
| Port Vale        | 2 - 2     | Reading       |
| QPR              | 1 - 1     | Walsall       |
| Scunthorpe Utd   | 0 - 2     | Darlington    |
| Shrewsbury Town  | 3 - 0     | Torquay Utd   |
| Stockport County | 2 - 3     | Workington    |
| Wrexham          | 5 - 2     | Chester City  |

### Replay
| Squadra 1        | Risultato      | Squadra 2      |
| ---------------- | -------------- | -------------- |
| 6 settembre 1965 |                |                |
| Southend Utd     | 3 - 1          | Newport County |
| 7 settembre 1965 |                |                |
| Barnsley         | 1 - 2          | Doncaster      |
| Brighton         | 2 - 0          | Luton Town     |
| Walsall          | 3 - 2          | QPR            |
| York City        | 4 - 2          | Lincoln City   |
| 8 settembre 1965 |                |                |
| Aldershot        | 2 - 1          | Bournemouth    |
| Chesterfield     | 2 - 1          | Notts County   |
| Reading          | 1 - 0 (d.t.s.) | Port Vale      |
| Rochdale         | 3 - 1          | Barrow         |

## Secondo turno
| Squadra 1         | Risultato | Squadra 2         |
| ----------------- | --------- | ----------------- |
| 21 settembre 1965 |           |                   |
| Blackburn         | 0 - 1     | Northampton Town  |
| Brighton          | 1 - 2     | Ipswich Town      |
| Bristol Rovers    | 3 - 3     | West Ham Utd      |
| Bury              | 0 - 2     | Huddersfield Town |
| Charlton          | 4- 1      | Carlisle Utd      |
| Swansea Town      | 2 - 3     | Aston Villa       |
| 22 settembre 1965 |           |                   |
| Blackpool         | 5 - 2     | Gillingham        |
| Bolton            | 3 - 0     | Aldershot         |
| Chesterfield      | 3 - 0     | Bradford PA       |
| Colchester Utd    | 2 - 4     | Middlesbrough     |
| Crewe Alexandra   | 1 - 1     | Cardiff City      |
| Crystal Palace    | 0 - 1     | Grimsby Town      |
| Darlington        | 2 - 1     | Swindon Town      |
| Doncaster         | 0 - 4     | Burnley           |
| Hull City         | 2 - 2     | Derby County      |
| Leeds Utd         | 4 - 2     | Hartlepool Utd    |
| Leyton Orient     | 0 - 3     | Coventry City     |
| Manchester City   | 3 - 1     | Leicester City    |
| Mansfield Town    | 2 - 1     | Birmingham City   |
| Millwall          | 4 - 1     | York City         |
| Newcastle Utd     | 3 - 4     | Peterborough Utd  |
| Oldham Athletic   | 1 - 2     | Portsmouth        |
| Preston N.E.      | 1 - 0     | Plymouth          |
| Reading           | 5 - 1     | Southend Utd      |
| Rotherham Utd     | 2 - 0     | Watford           |
| Shrewsbury Town   | 1 - 0     | Bristol City      |
| Southampton       | 3 - 0     | Rochdale          |
| Stoke City        | 2 - 1     | Norwich City      |
| Swansea Town      | 2 - 3     | Aston Villa       |
| West Bromwich     | 3 - 1     | Walsall           |
| Workington        | 0 - 0     | Brentford         |
| Wrexham           | 1 - 2     | Fulham            |

### Replay
| Squadra 1         | Risultato | Squadra 2       |
| ----------------- | --------- | --------------- |
| 29 settembre 1965 |           |                 |
| Cardiff City      | 3 - 0     | Crewe Alexandra |
| Derby County      | 4 - 3     | Hull City       |
| West Ham Utd      | 3 - 2     | Bristol Rovers  |
| 30 settembre 1965 |           |                 |
| Brentford         | 1 - 2     | Workington      |

## Terzo turno
| Squadra 1         | Risultato | Squadra 2        |
| ----------------- | --------- | ---------------- |
| 13 ottobre 1965   |           |                  |
| Blackpool         | 1 - 2     | Darlington       |
| Burnley           | 3 - 2     | Southampton      |
| Cardiff City      | 2 - 0     | Portsmouth       |
| Chesterfield      | 2 - 2     | Stoke City       |
| Derby County      | 1 - 1     | Reading          |
| Fulham            | 5 - 0     | Northampton Town |
| Grimsby Town      | 4 - 2     | Bolton           |
| Huddersfield Town | 0 - 1     | Preston N.E.     |
| Leeds Utd         | 2 - 4     | West Bromwich    |
| Manchester City   | 2 - 3     | Coventry City    |
| Middlesbrough     | 0 - 0     | Millwall         |
| Peterborough Utd  | 4 - 3     | Charlton         |
| Shrewsbury Town   | 2 - 5     | Rotherham Utd    |
| Sunderland        | 1 - 2     | Aston Villa      |
| West Ham Utd      | 4 - 0     | Mansfield Town   |
| Workington        | 1 - 1     | Ipswich Town     |

### Replay
| Squadra 1       | Risultato      | Squadra 2    |
| --------------- | -------------- | ------------ |
| 18 ottobre 1965 |                |              |
| Middlesbrough   | 3 - 1 (d.t.s.) | Millwall     |
| 20 ottobre 1965 |                |              |
| Ipswich Town    | 3 - 1          | Workington   |
| Reading         | 2 - 0          | Derby County |
| Stoke City      | 2 - 1          | Chesterfield |

## Quarto turno
| Squadra 1       | Risultato | Squadra 2        |
| --------------- | --------- | ---------------- |
| 3 novembre 1965 |           |                  |
| Cardiff City    | 5 - 1     | Reading          |
| Coventry City   | 1 - 1     | West Bromwich    |
| Fulham          | 1 - 1     | Aston Villa      |
| Grimsby Town    | 4 - 0     | Preston N.E.     |
| Ipswich Town    | 2 - 0     | Darlington       |
| Millwall        | 1 - 4     | Peterborough Utd |
| Rotherham Utd   | 1 - 2     | West Ham Utd     |
| Stoke City      | 0 - 0     | Burnley          |

### Replay
| Squadra 1        | Risultato      | Squadra 2     |
| ---------------- | -------------- | ------------- |
| 8 novembre 1965  |                |               |
| Aston Villa      | 2 - 0          | Fulham        |
| 9 novembre 1965  |                |               |
| Burnley          | 2 - 1 (d.t.s.) | Stoke City    |
| 10 novembre 1965 |                |               |
| West Bromwich    | 6 - 1          | Coventry City |

## Quarti di finale
| Squadra 1        | Risultato | Squadra 2    |
| ---------------- | --------- | ------------ |
| 17 novembre 1965 |           |              |
| Cardiff City     | 2 - 1     | Ipswich Town |
| Grimsby Town     | 2 - 2     | West Ham Utd |
| Peterborough Utd | 4 - 0     | Burnley      |
| West Bromwich    | 3 - 1     | Aston Villa  |

### Replay
| Squadra 1        | Risultato | Squadra 2    |
| ---------------- | --------- | ------------ |
| 15 dicembre 1965 |           |              |
| West Ham Utd     | 1 - 0     | Grimsby Town |

## Semifinali
| Squadra 1     | Totale | Squadra 2        | Andata           | Ritorno          |
| ------------- | ------ | ---------------- | ---------------- | ---------------- |
|               |        |                  | 1 dicembre 1965  | 15 dicembre 1965 |
| West Bromwich | 6 - 3  | Peterborough Utd | 2 - 1            | 4 - 2            |
|               |        |                  | 20 dicembre 1965 | 2 febbraio 1966  |
| West Ham Utd  | 10 - 3 | Cardiff City     | 5 - 2            | 5 - 1            |

## Finale

### Andata
| Arbitro: | D. Smith |

|             |           |       |
| Byrne Moore | Marcatori | Astle |

| West Ham United | West Bromwich Albion |

| WEST HAM UNITED |                 |
|                 |                 |
| 1               | Jim Standen     |
| 2               | Dennis Burnett  |
| 3               | Jack Burkett    |
| 4               | Martin Peters   |
| 5               | Kenneth Brown   |
| 6               | Bobby Moore (C) |
| 7               | Peter Brabrook  |
| 8               | Ron Boyce       |
| 9               | Johnny Byrne    |
| 10              | Geoff Hurst     |
| 11              | Brian Dear      |
| Manager:        |                 |
| Ron Greenwood   |                 |

| WEST BROMWICH ALBION |                 |
|                      |                 |
| 1                    | Ray Potter      |
| 2                    | Bobby Cram      |
| 3                    | Ray Fairfax     |
| 4                    | Doug Fraser     |
| 5                    | Danny Campbell  |
| 6                    | Graham Williams |
| 7                    | Tony Brown      |
| 8                    | Jeff Astle      |
| 9                    | John Kaye       |
| 10                   | Graham Lovett   |
| 11                   | Clive Clark     |
| Manager:             |                 |
| Jimmy Hagan          |                 |

### Ritorno
| Arbitro: | J. Mitchell |

|                           |           |        |
| Brown Clark Kaye Williams | Marcatori | Peters |

| West Bromwich Albion | West Ham United |

| WEST BROMWICH ALBION |                 |
|                      |                 |
| 1                    | Ray Potter      |
| 2                    | Bobby Cram      |
| 3                    | Ray Fairfax     |
| 4                    | Doug Fraser     |
| 5                    | Danny Campbell  |
| 6                    | Graham Williams |
| 7                    | Tony Brown      |
| 8                    | Jeff Astle      |
| 9                    | John Kaye       |
| 10                   | Bobby Hope      |
| 11                   | Clive Clark     |
| Manager:             |                 |
| Jimmy Hagan          |                 |

| WEST HAM UNITED |                 |
|                 |                 |
| 1               | Jim Standen     |
| 2               | Dennis Burnett  |
| 3               | Eddie Bovington |
| 4               | Martin Peters   |
| 5               | Kenneth Brown   |
| 6               | Bobby Moore (C) |
| 7               | Peter Brabrook  |
| 8               | Ron Boyce       |
| 9               | Johnny Byrne    |
| 10              | Geoff Hurst     |
| 11              | Johnny Sissons  |
| Manager:        |                 |
| Ron Greenwood   |                 |